# Ernst Weber (Landrat)
Karl Julius Gustav Ernst Weber (* 12. Dezember 1872 in Quedlinburg; † 1937) war ein deutscher Verwaltungsjurist und von 1907 bis 1917 Landrat des Kreises Wehlau.

## Leben
Weber war ein Sohn des Guts- und Fabrikbesitzers Gustav Weber in Halberstadt und seiner Frau Luise, geb. Berge. Er besuchte 1879 bis 1891 das Domgymnasium in Halberstadt und studierte anschließend Rechtswissenschaften in Genf, Tübingen und Halle/Saale. In Tübingen wurde er Mitglied des Corps Suevia. Nach dem Referendarexamen (1895) diente er als Einjährig-Freiwilliger im Thüringischen Husaren-Regiment Nr. 12. Er war Gerichtereferendar in Egeln, Gräfenhainichen, Weißenfels, Halberstadt und Berlin. 1898 wechselte er zur allgemeinen Verwaltung und wurde Regierungsreferendar in Oppeln und Ratibor, 1901 Regierungsassessor in Burgdorf, 1904 in Arnsberg. Von 1907 bis 1917 war Weber Landrat des Kreises Wehlau. 1917 wurde er Geheimer Finanzrat und Vortragender Rat im preußischen Finanzministerium. Ab 1920 war er Oberverwaltungsgerichtsrat in Berlin.